# くぼたまこと
くぼた まこと（漢字表記は久保田 誠、1967年6月24日 - ）は、日本の漫画家、漫画原作者。静岡県庵原郡蒲原町堰沢（現・静岡市清水区）出身、在住。静岡県立庵原高等学校卒業。

## 経歴
1991年、「Can't Laugh」でコミックモーニング四季賞佳作を受賞、『モーニング』にてデビュー作「グレートコンペティター」を連載する。
後に数誌に漫画が掲載され、現在はスクウェア・エニックス、講談社の漫画雑誌にて執筆。かつては、ヌレイエフくぼたのペンネームを使用していた。「ヌレイエフ」の元ネタは競走馬から取ったもの。可愛い絵柄ながら、生活臭漂うギャグ漫画を描く。生活臭のあるギャグは自身の実体験から着想していることが多く、『月刊少年ガンガン』では顔出しで日常のライフハックを語ることがあった。
代表作は、『GOGO!ぷりん帝国』、『天体戦士サンレッド』。全体的な傾向として特撮作品のパロディが多い。
2007年10月より、作画を担当した絵本『シャンプー王子』がアニメ化。2008年10月には、『天体戦士サンレッド』がアニメ化されている。
2018年5月1日、『天体戦士サンレッド』の台湾版を翻訳していた女性と結婚したことをツイッター上で発表した。
2019年11月23日、第一子誕生をTwitterを通じて報告した。

## 作品リスト

### 漫画
連載
- GOGO!ぷりん帝国（月刊少年ガンガン、ガンガンコミックス全6巻、新装版全4巻）
- 戦え! キャプテン・ジャッキー。（月刊少年ギャグ王1999年2月号 - 4月号）※雑誌休刊のため打ち切り
- 仮面レンジャー田中（コミック95〈のちのコミックビンゴ〉、全1巻）
- とつげき! ぷるぷる学園（プレコミックブンブン、全3巻）
- ファンシーGUYきゃとらん（月刊アフタヌーン、アフタヌーンKC全2巻）
- 超絶変身!! アースカイザー（モーニング2、モーニングKC全2巻）
- 指輪物語（エース特濃、単行本未発売）※雑誌休刊のため打ち切り。同名の小説とは無関係。
- 天体戦士サンレッド（ヤングガンガン、全20巻）
  - 天体戦士サンレッドN（自費出版、全1巻）
- くましろくろ（ガンガンONLINE、全2巻）

読み切り
- ピースのおしごと（原作担当。作画・五十嵐あぐり、増刊ヤングガンガンビッグ）

### 絵本
- シャンプー王子（文・名木田恵子）
  - シャンプー王子のぼうけん
  - シャンプー王子ときたないことば
  - シャンプー王子と大あくとう

テレビ埼玉、キッズステーションにて短編アニメシリーズが放映。音楽担当は影山ヒロノブ、ED曲「シャンプー王子の子守唄」の歌唱は宮内タカユキの娘宮内マユ。

### その他
- テレビアニメ ぱにぽにだっしゅ!（2005年、氷川へきる：原作、新房昭之：監督） - 第6話エンドカード（梶原あや、極山裕と共同）
- テレビアニメ 夏のあらし! 〜春夏冬中〜（2010年、小林尽：原作、新房昭之：監督） - 第6話エンドカード
- テレビアニメ 天体戦士サンレッド 地上波はテレビ神奈川 (tvk) のみの単独放送 全26話。毎週、地上波放送直後にニコニコ動画の公式アニメチャンネルにて無料配信（2008年 - 2009年、岸誠二：監督 - 第一期、松本剛彦：監督 - 第二期、但し総監督として、岸誠二）